# Лахта (Северодвинск (городской округ))

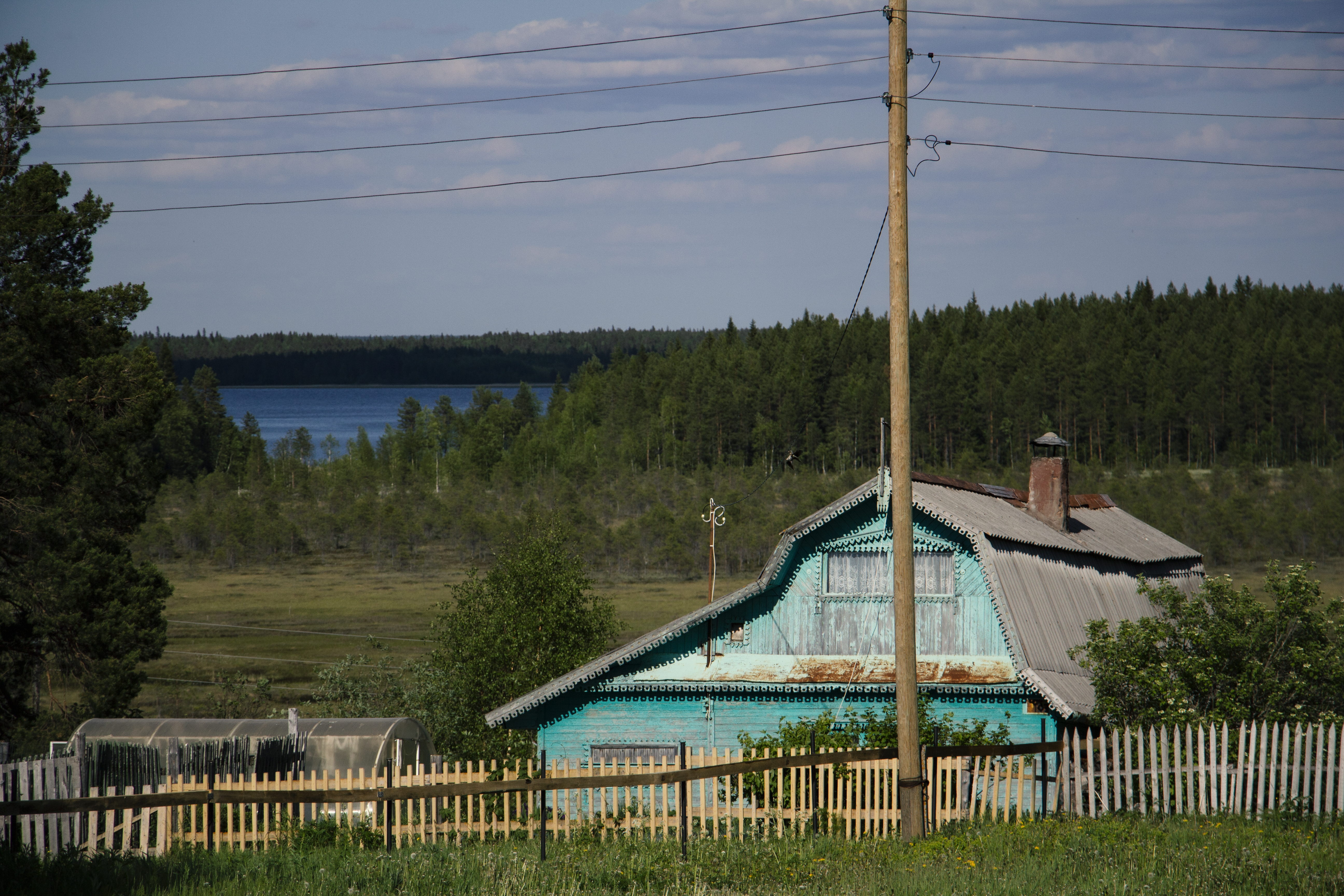
Дом возле Лахты

Лахта — деревня в муниципальном образовании «Северодвинск» Архангельской области России.

## География
Деревня находится на берегу озера Кудьмозеро и граничит с Волостью, на расстоянии 17 км к югу-западу от города Северодвинск, административного центра округа. Возле Лахты находится озеро Верхнее Трестяное.

### Часовой пояс
Деревня Лахта, как и вся Архангельская область, находится в часовой зоне МСК (московское время). Смещение применяемого времени относительно UTC составляет +3:00.

## Население
| 2002 | 2010 |
| ---- | ---- |
| 4    | ↘0   |

## Инфраструктура
Через Лахту проходит Кудемское шоссе и Кудемская узкоколейная железная дорога. Однако, в деревне отсутствуют остановки и станции.

## Карты
- Топографическая карта Q-37-128,129,130. Архангельск — 1 : 100 000
- Топографическая карта Q-37-33_34.
- Лахта. Публичная кадастровая карта